# Айсберг
Вижте пояснителната страница за други значения на Айсберг.
Айсберг (от немски: Eisberg – ледена планина, думата е със скандинавски произход) е огромен плаващ леден блок, който се е откъснал предимно от полярни континентални ледници стигащи до океан или море. Айсбергите могат да бъдат плаващи или закрепени към плитчина в океан, море или приледниково езеро. Те се образуват вследствие откъртването на краищата на ледниците, спускащи се към водата. Откъртването може да се дължи на хидростатичното налягане на водата, морските приливи и течения и ветровете. Главните райони за образуване на айсберги, даващи най-много и най-големи екземпляри са шелфовите ледници на Антарктида, северните острови на Канадския Арктичен архипелаг и ледниците на Гренландия. В зависимост от плътността на леда и водата от 83 до 90% от обема на айсберга се намира под водата. Над повърхността на водата най-големите айсберги се издигат до 70 m в Арктика и до 100 m – в Антарктика. Под влияние на неравномерното топене на леда от време на време те се се преобръщат. Влачени от теченията, могат да изминат 10 – 12 km на ден. Гренландските айсберги се отнасят от Източнотогренланското и Лабрадорското течения до 40 – 50° с.ш., а в отделни случаи и по̀ на юг. Антарктическите айсберги достигат до 45 – 60° ю.ш., а през 1894 г. е засечен такъв на 26° ю.ш., т.е. в тропическия пояс. Айсбергите представляват опасност за корабоплаването. Стълкновението с тях е било причина за гибелта на много кораби („Титаник“ през 1912 г., „Хедтофт“ през 1959 г. и др.).
Някои айсберги са много големи и са с отвесни стени. Достигат дължина до 80 – 120 km и обем 2 – 5 хил. m³. Тяхното плаване в океана може да продължи дълго време – 6 – 12 години, докато в резултат на бавното им топене най-после изчезнат. Водата от разтопените айсберги е чиста и може да се използва за пиене. Има проекти за тяхното транспортиране в сухите тропични райони и получената от тях вода да се използва за питейни и промишлени нужди.